# Jo Sol
Jordi Solé i Nicolás, més conegut com a Jo Sol (Barcelona, 1968) és un guionista i cineasta català.

## Trajectòria
La seva carrera s'inicia a inicis dels anys 90 amb la realització de creacions audiovisuals per a artistes i companyies d'arts visuals i escèniques com La Fura dels Baus o Sol Picó, entre d'altres, així com documentals antropològics a Mèxic, Cuba i l'Índia. En aquests anys va entrar en contacte amb personalitats del món literari com Gabriel García Márquez, de la música com Sergio Vitier o del cinema experimental com George Kuchar.
En 1998, torna a Catalunya per a dirigir l'episodi Renda antiga de la sèrie Nova ficció, amb un guió propi i per al qual dirigeix als actors Laia Marull i Marc Martínez. El 2000 va debutar en el cinema amb el llargmetratge Tatawo, rodada al Barri xinès de Barcelona.
En 2005, va dirigir la pel·lícula de fals documental El taxista ful amb la qual aconsegueix un molt considerable èxit de crítica, i obté un esment especial del jurat al Festival Internacional de Cinema de Sant Sebastià 2005, així com el premi Jules Verne a la millor pel·lícula al Festival de Nantes.
En 2010, estrena el documental de creació Fake orgasm co-produït per Christine Vachon, pel qual va obtenir la Bisnaga de plata a la Millor Pel·lícula al Festival de Màlaga i al Millor Documental i el Premi del Públic al Festival Queer en Bangalore, així el premi al millor so al festival de documentals Alcances. La pel·lícula es va projectar en sales comercials, es va presentar en un gran nombre de festivals al voltant del món i es va distribuir a televisió a nivell internacional en cadenes com el Sundance Channel.
En 2012, va escriure el guió del documental El somni dels germans Roca dirigida per Franc Aleu, artista visual amb qui també col·labora en impactants creacions transmèdia.
En 2016, estrena el llargmetratge Vivir y otras ficciones en la Secció oficial del Festival Internacional de Cinema de Sant Sebastià 2016. La pel·lícula va obtenir, entre altres el Premi Antigone d'Or a la Millor Pel·lícula, el Premi a la Millor Banda Sonora i el Premi Radio Nova al Festival CINEMED a Montpeller i la Violette d'Or al Festival de Cinema d'Espanya de Tolosa de Llenguadoc.
L'any 2018 escriu, realitza i produeix per a televisió la sèrie sobre diversitats funcionals humanes titulada Trèvols de 4 fulles per la cadena BTV. El 2019 comença a rodar a Sobrarb el seu darrer llargmetratge Amurgán.
L'any 2020 estrena al Festival Tallin Black nights el llargmetratge Armugan, amb el que guanya el premi especial del Jurat Ecumènic i a la millor banda sonora, així com el premi Jules Verne a la millor pel·lícula al Festival de cinema espanyol de Nantes.
Al 2021 estrena l'assaig documental Nos queda la noche, i l'exposició La nit incandescent al centre de la imatge La Virreina, també hi exhibeix diferents vídeo creacions d'assaig pròpies i el curt documental sobre la seva metodologia i el "cinema urgent" que defensa.

## Filmografia
- Nos queda la noche, 2021 Director i guionista.
- Armugán, 2020. Director i guionista.
- L'Illa de Buda, 2017. Guió.
- L'affaire Maldoror, 2017. Guió i direcció.
- Vivir y otras ficciones, 2016. Director i guionista.
- El Somni, 2013. Documental, coguionista, muntador.
- Fake orgasm, 2010. Documental, guió i direcció.
- El Taxista ful, 2005. Guió i direcció.